# Liste der Nummer-eins-Hits in Österreich (1996)
Diese Liste enthält alle Nummer-eins-Hits in Österreich im Jahr 1996. Sie basiert auf den Top 75 der österreichischen Charts bei den Singles und bei den Alben. Es gab in diesem Jahr 11 Nummer-eins-Singles und 19 Nummer-eins-Alben.

## Singles
| ← 1995 ← | Liste der Nummer-eins-Hits in Österreich | Liste der Nummer-eins-Hits in Österreich | Liste der Nummer-eins-Hits in Österreich                                                     | 1997 →                    |
| \| Zeitraum \| Wo. ges. \| Interpret \| Titel Autor(en) \| Zusätzliche Informationen \| \| (Zeitraum, Wochen auf Platz eins, Interpret, Titel, Autor[en], zusätzliche Informationen) \| \| \| \| \| \| ----------------------------------------------------------------------------------------- \| -------- \| ------------------ \| -------------------------------------------------------------------------------------------- \| ------------------------- \| \| 17. Dezember 1995 – 17. Februar 1996 9 Wochen \| 9 \| Coolio feat. L. V. \| Gangsta’s Paradise Stevie Wonder, Artis L. Ivey Jr., Douglas B. Rasheed, Larry James Sanders \| – \| \| 18. Februar 1996 – 16. März 1996 4 Wochen \| 4 \| Babylon Zoo \| Spaceman Jasbinder Singh Mann \| – \| \| 17. März 1996 – 23. März 1996 1 Woche (insgesamt 2) \| 2 \| Fools Garden \| Lemon Tree Volker Hinkel, Peter Freudenthaler \| – \| \| 24. März 1996 – 30. März 1996 1 Woche (insgesamt 5) \| 5 \| Los del Río \| Macarena (Bayside Boys Remix) Antonio Romero Monge, Rafael Ruiz Perdigones \| – \| \| 31. März 1996 – 6. April 1996 1 Woche (insgesamt 2) \| 2 \| Fools Garden \| Lemon Tree Volker Hinkel, Peter Freudenthaler \| – \| \| 7. April 1996 – 27. April 1996 3 Wochen (insgesamt 5) \| 5 \| Los del Río \| Macarena (Bayside Boys Remix) Antonio Romero Monge, Rafael Ruiz Perdigones \| – \| \| 28. April 1996 – 4. Mai 1996 1 Woche (insgesamt 6) \| 6 \| Robert Miles \| Children Roberto Concina \| – \| \| 5. Mai 1996 – 11. Mai 1996 1 Woche (insgesamt 5) \| 5 \| Los del Río \| Macarena (Bayside Boys Remix) Antonio Romero Monge, Rafael Ruiz Perdigones \| – \| \| 12. Mai 1996 – 15. Juni 1996 5 Wochen (insgesamt 6) \| 6 \| Robert Miles \| Children Roberto Concina \| – \| \| 16. Juni 1996 – 27. Juli 1996 6 Wochen \| 6 \| Mr. President \| Coco Jamboo Musik: Rainer Gaffrey, Kai Matthiesen; Text: Rainer Gaffrey, Delroy Rennalls \| – \| \| 28. Juli 1996 – 7. September 1996 6 Wochen (insgesamt 7) \| 7 \| The Fugees \| Killing Me Softly Musik: Charles Fox; Text: Norman Gimbel \| – \| \| 8. September 1996 – 14. September 1996 1 Woche (insgesamt 8) \| 8 \| Unique 2 \| Break My Stride Matthew Wilder, Gregory Prestopino \| – \| \| 15. September 1996 – 21. September 1996 1 Woche (insgesamt 7) \| 7 \| The Fugees \| Killing Me Softly Musik: Charles Fox; Text: Norman Gimbel \| – \| \| 22. September 1996 – 3. November 1996 7 Wochen (insgesamt 8) \| 8 \| Unique 2 \| Break My Stride Matthew Wilder, Gregory Prestopino \| – \| \| 3. November 1996 – 9. November 1996 1 Woche (insgesamt 2) \| 2 \| OMC \| How Bizarre Paul Lawrence L. Fuemana, Alan Leo Jansson \| – \| \| 10. November 1996 – 16. November 1996 1 Woche \| 1 \| Die Toten Hosen \| Zehn kleine Jägermeister Musik: Wolfgang Rohde; Text: Andreas Frege, Hanns Christian Müller \| – \| \| 17. November 1996 – 23. November 1996 1 Woche (insgesamt 2) \| 2 \| OMC \| How Bizarre Paul Lawrence L. Fuemana, Alan Leo Jansson \| – \| \| 24. November 1996 – 18. Januar 1997 8 Wochen \| 8 \| Backstreet Boys \| Quit Playing Games (with My Heart) Martin Karl Sandberg, Herbert St. Clair Crichlow \| – \| |                                          |                                          |                                                                                              |                           |
| ← 1995 |                                          |                                          |                                                                                              | → 1997 →                  |
| Zeitraum | Wo. ges.                                 | Interpret                                | Titel Autor(en)                                                                              | Zusätzliche Informationen |
| (Zeitraum, Wochen auf Platz eins, Interpret, Titel, Autor[en], zusätzliche Informationen) |                                          |                                          |                                                                                              |                           |
| 17. Dezember 1995 – 17. Februar 1996 9 Wochen | 9                                        | Coolio feat. L. V.                       | Gangsta’s Paradise Stevie Wonder, Artis L. Ivey Jr., Douglas B. Rasheed, Larry James Sanders | –                         |
| 18. Februar 1996 – 16. März 1996 4 Wochen | 4                                        | Babylon Zoo                              | Spaceman Jasbinder Singh Mann                                                                | –                         |
| 17. März 1996 – 23. März 1996 1 Woche (insgesamt 2) | 2                                        | Fools Garden                             | Lemon Tree Volker Hinkel, Peter Freudenthaler                                                | –                         |
| 24. März 1996 – 30. März 1996 1 Woche (insgesamt 5) | 5                                        | Los del Río                              | Macarena (Bayside Boys Remix) Antonio Romero Monge, Rafael Ruiz Perdigones                   | –                         |
| 31. März 1996 – 6. April 1996 1 Woche (insgesamt 2) | 2                                        | Fools Garden                             | Lemon Tree Volker Hinkel, Peter Freudenthaler                                                | –                         |
| 7. April 1996 – 27. April 1996 3 Wochen (insgesamt 5) | 5                                        | Los del Río                              | Macarena (Bayside Boys Remix) Antonio Romero Monge, Rafael Ruiz Perdigones                   | –                         |
| 28. April 1996 – 4. Mai 1996 1 Woche (insgesamt 6) | 6                                        | Robert Miles                             | Children Roberto Concina                                                                     | –                         |
| 5. Mai 1996 – 11. Mai 1996 1 Woche (insgesamt 5) | 5                                        | Los del Río                              | Macarena (Bayside Boys Remix) Antonio Romero Monge, Rafael Ruiz Perdigones                   | –                         |
| 12. Mai 1996 – 15. Juni 1996 5 Wochen (insgesamt 6) | 6                                        | Robert Miles                             | Children Roberto Concina                                                                     | –                         |
| 16. Juni 1996 – 27. Juli 1996 6 Wochen | 6                                        | Mr. President                            | Coco Jamboo Musik: Rainer Gaffrey, Kai Matthiesen; Text: Rainer Gaffrey, Delroy Rennalls     | –                         |
| 28. Juli 1996 – 7. September 1996 6 Wochen (insgesamt 7) | 7                                        | The Fugees                               | Killing Me Softly Musik: Charles Fox; Text: Norman Gimbel                                    | –                         |
| 8. September 1996 – 14. September 1996 1 Woche (insgesamt 8) | 8                                        | Unique 2                                 | Break My Stride Matthew Wilder, Gregory Prestopino                                           | –                         |
| 15. September 1996 – 21. September 1996 1 Woche (insgesamt 7) | 7                                        | The Fugees                               | Killing Me Softly Musik: Charles Fox; Text: Norman Gimbel                                    | –                         |
| 22. September 1996 – 3. November 1996 7 Wochen (insgesamt 8) | 8                                        | Unique 2                                 | Break My Stride Matthew Wilder, Gregory Prestopino                                           | –                         |
| 3. November 1996 – 9. November 1996 1 Woche (insgesamt 2) | 2                                        | OMC                                      | How Bizarre Paul Lawrence L. Fuemana, Alan Leo Jansson                                       | –                         |
| 10. November 1996 – 16. November 1996 1 Woche | 1                                        | Die Toten Hosen                          | Zehn kleine Jägermeister Musik: Wolfgang Rohde; Text: Andreas Frege, Hanns Christian Müller  | –                         |
| 17. November 1996 – 23. November 1996 1 Woche (insgesamt 2) | 2                                        | OMC                                      | How Bizarre Paul Lawrence L. Fuemana, Alan Leo Jansson                                       | –                         |
| 24. November 1996 – 18. Januar 1997 8 Wochen | 8                                        | Backstreet Boys                          | Quit Playing Games (with My Heart) Martin Karl Sandberg, Herbert St. Clair Crichlow          | –                         |

## Alben
| ← 1995 ← | Liste der Nummer-eins-Alben in Österreich | Liste der Nummer-eins-Alben in Österreich | Liste der Nummer-eins-Alben in Österreich | 1997 →                    |
| \| Zeitraum \| Wo. ges. \| Interpret \| Titel \| Zusätzliche Informationen \| \| (Zeitraum, Wochen auf Platz eins, Interpret, Titel, zusätzliche Informationen) \| \| \| \| \| \| ------------------------------------------------------------------------------ \| -------- \| --------------------------- \| ----------------------- \| ------------------------- \| \| 24. Dezember 1995 – 6. Januar 1996 2 Wochen \| 2 \| The Kelly Family \| Christmas for All \| – \| \| 7. Januar 1996 – 13. Januar 1996 1 Woche (insgesamt 9) \| 9 \| Queen \| Made in Heaven \| – \| \| 14. Januar 1996 – 20. Januar 1996 1 Woche (insgesamt 2) \| 2 \| Madonna \| Something to Remember \| – \| \| 21. Januar 1996 – 27. Januar 1996 1 Woche (insgesamt 9) \| 9 \| Queen \| Made in Heaven \| – \| \| 28. Januar 1996 – 3. Februar 1996 1 Woche (insgesamt 2) \| 2 \| Madonna \| Something to Remember \| – \| \| 4. Februar 1996 – 10. Februar 1996 1 Woche (insgesamt 2) \| 2 \| (Soundtrack) \| Dangerous Minds \| – \| \| 11. Februar 1996 – 24. Februar 1996 2 Wochen (insgesamt 9) \| 9 \| Queen \| Made in Heaven \| – \| \| 25. Februar 1996 – 2. März 1996 1 Woche (insgesamt 2) \| 2 \| (Soundtrack) \| Dangerous Minds \| – \| \| 3. März 1996 – 16. März 1996 2 Wochen \| 2 \| Nick Cave and the Bad Seeds \| Murder Ballads \| – \| \| 17. März 1996 – 23. März 1996 1 Woche \| 1 \| Vanessa-Mae \| The Violin Player \| – \| \| 24. März 1996 – 6. April 1996 2 Wochen \| 2 \| Sting \| Mercury Falling \| – \| \| 7. April 1996 – 13. April 1996 1 Woche \| 1 \| Céline Dion \| Falling into You \| – \| \| 14. April 1996 – 25. Mai 1996 6 Wochen \| 6 \| Take That \| Greatest Hits 1 \| – \| \| 26. Mai 1996 – 1. Juni 1996 1 Woche \| 1 \| Brunner & Brunner \| Leben \| – \| \| 2. Juni 1996 – 8. Juni 1996 1 Woche \| 1 \| George Michael \| Older \| – \| \| 9. Juni 1996 – 15. Juni 1996 1 Woche \| 1 \| Eros Ramazzotti \| Dove c’è musica \| – \| \| 16. Juni 1996 – 20. Juli 1996 5 Wochen \| 5 \| Metallica \| Load \| – \| \| 21. Juli 1996 – 3. August 1996 2 Wochen \| 2 \| Die Schlümpfe \| Alles Banane Vol. 3 \| – \| \| 4. August 1996 – 21. September 1996 7 Wochen \| 7 \| The Fugees \| The Score \| – \| \| 22. September 1996 – 26. Oktober 1996 5 Wochen \| 5 \| R.E.M. \| New Adventures in Hi-Fi \| – \| \| 27. Oktober 1996 – 9. November 1996 2 Wochen (insgesamt 3) \| 3 \| Simply Red \| Greatest Hits \| – \| \| 10. November 1996 – 16. November 1996 1 Woche (insgesamt 3) \| 3 \| The Kelly Family \| Almost Heaven \| – \| \| 17. November 1996 – 23. November 1996 1 Woche (insgesamt 3) \| 3 \| Simply Red \| Greatest Hits \| – \| \| 24. November 1996 – 7. Dezember 1996 2 Wochen (insgesamt 3) \| 3 \| The Kelly Family \| Almost Heaven \| – \| \| 8. Dezember 1996 – 4. Januar 1997 4 Wochen \| 4 \| Die Schlümpfe \| Voll der Winter! Vol. 4 \| – \| |                                           |                                           |                                           |                           |
| ← 1995 |                                           |                                           |                                           | → 1997 →                  |
| Zeitraum | Wo. ges.                                  | Interpret                                 | Titel                                     | Zusätzliche Informationen |
| (Zeitraum, Wochen auf Platz eins, Interpret, Titel, zusätzliche Informationen) |                                           |                                           |                                           |                           |
| 24. Dezember 1995 – 6. Januar 1996 2 Wochen | 2                                         | The Kelly Family                          | Christmas for All                         | –                         |
| 7. Januar 1996 – 13. Januar 1996 1 Woche (insgesamt 9) | 9                                         | Queen                                     | Made in Heaven                            | –                         |
| 14. Januar 1996 – 20. Januar 1996 1 Woche (insgesamt 2) | 2                                         | Madonna                                   | Something to Remember                     | –                         |
| 21. Januar 1996 – 27. Januar 1996 1 Woche (insgesamt 9) | 9                                         | Queen                                     | Made in Heaven                            | –                         |
| 28. Januar 1996 – 3. Februar 1996 1 Woche (insgesamt 2) | 2                                         | Madonna                                   | Something to Remember                     | –                         |
| 4. Februar 1996 – 10. Februar 1996 1 Woche (insgesamt 2) | 2                                         | (Soundtrack)                              | Dangerous Minds                           | –                         |
| 11. Februar 1996 – 24. Februar 1996 2 Wochen (insgesamt 9) | 9                                         | Queen                                     | Made in Heaven                            | –                         |
| 25. Februar 1996 – 2. März 1996 1 Woche (insgesamt 2) | 2                                         | (Soundtrack)                              | Dangerous Minds                           | –                         |
| 3. März 1996 – 16. März 1996 2 Wochen | 2                                         | Nick Cave and the Bad Seeds               | Murder Ballads                            | –                         |
| 17. März 1996 – 23. März 1996 1 Woche | 1                                         | Vanessa-Mae                               | The Violin Player                         | –                         |
| 24. März 1996 – 6. April 1996 2 Wochen | 2                                         | Sting                                     | Mercury Falling                           | –                         |
| 7. April 1996 – 13. April 1996 1 Woche | 1                                         | Céline Dion                               | Falling into You                          | –                         |
| 14. April 1996 – 25. Mai 1996 6 Wochen | 6                                         | Take That                                 | Greatest Hits 1                           | –                         |
| 26. Mai 1996 – 1. Juni 1996 1 Woche | 1                                         | Brunner & Brunner                         | Leben                                     | –                         |
| 2. Juni 1996 – 8. Juni 1996 1 Woche | 1                                         | George Michael                            | Older                                     | –                         |
| 9. Juni 1996 – 15. Juni 1996 1 Woche | 1                                         | Eros Ramazzotti                           | Dove c’è musica                           | –                         |
| 16. Juni 1996 – 20. Juli 1996 5 Wochen | 5                                         | Metallica                                 | Load                                      | –                         |
| 21. Juli 1996 – 3. August 1996 2 Wochen | 2                                         | Die Schlümpfe                             | Alles Banane Vol. 3                       | –                         |
| 4. August 1996 – 21. September 1996 7 Wochen | 7                                         | The Fugees                                | The Score                                 | –                         |
| 22. September 1996 – 26. Oktober 1996 5 Wochen | 5                                         | R.E.M.                                    | New Adventures in Hi-Fi                   | –                         |
| 27. Oktober 1996 – 9. November 1996 2 Wochen (insgesamt 3) | 3                                         | Simply Red                                | Greatest Hits                             | –                         |
| 10. November 1996 – 16. November 1996 1 Woche (insgesamt 3) | 3                                         | The Kelly Family                          | Almost Heaven                             | –                         |
| 17. November 1996 – 23. November 1996 1 Woche (insgesamt 3) | 3                                         | Simply Red                                | Greatest Hits                             | –                         |
| 24. November 1996 – 7. Dezember 1996 2 Wochen (insgesamt 3) | 3                                         | The Kelly Family                          | Almost Heaven                             | –                         |
| 8. Dezember 1996 – 4. Januar 1997 4 Wochen | 4                                         | Die Schlümpfe                             | Voll der Winter! Vol. 4                   | –                         |

## Jahreshitparaden
| ← 1995 ← | Liste der Nummer-eins-Hits in Österreich | Liste der Nummer-eins-Hits in Österreich          | Liste der Nummer-eins-Hits in Österreich | 1997 →   |
| \| Singles \| Position# \| Alben \| \| --------------------------------------------------------------------------------------------------------------- \| --------- \| ------------------------------------------------- \| \| Macarena (Bayside Boys Remix) Los del Río Antonio Romero Monge, Rafael Ruiz Perdigones \| 1 \| Dove c’è musica Eros Ramazzotti \| \| Killing Me Softly The Fugees Musik: Charles Fox; Text: Norman Gimbel \| 2 \| Falling into You Céline Dion \| \| They Don’t Care About Us Michael Jackson Michael Joe Jackson \| 3 \| Jagged Little Pill Alanis Morissette \| \| Children Robert Miles Roberto Concina \| 4 \| Backstreet Boys \| \| Break My Stride Unique 2 Matthew Wilder, Gregory Prestopino \| 5 \| The Score The Fugees \| \| Gangsta’s Paradise Coolio feat. L. V. Stevie Wonder, Artis L. Ivey Jr., Douglas B. Rasheed, Larry James Sanders \| 6 \| Load Metallica \| \| Coco Jamboo Mr. President Musik: Rainer Gaffrey, Kai Matthiesen; Text: Rainer Gaffrey, Delroy Rennalls \| 7 \| Alles Banane Vol. 3 Die Schlümpfe \| \| I Can’t Help Myself (I Love You, I Want You) Kelly Family \| 8 \| Greatest Hits 1 Take That \| \| Lemon Tree Fools Garden Volker Hinkel, Peter Freudenthaler \| 9 \| Wildest Dreams – Special Tour Edition Tina Turner \| \| Earth Song Michael Jackson Michael Joe Jackson \| 10 \| Made in Heaven Queen \| |                                          |                                                   |                                          |          |
| ← 1995 |                                          |                                                   |                                          | → 1997 → |
| Singles | Position#                                | Alben                                             |                                          |          |
| Macarena (Bayside Boys Remix) Los del Río Antonio Romero Monge, Rafael Ruiz Perdigones | 1                                        | Dove c’è musica Eros Ramazzotti                   |                                          |          |
| Killing Me Softly The Fugees Musik: Charles Fox; Text: Norman Gimbel | 2                                        | Falling into You Céline Dion                      |                                          |          |
| They Don’t Care About Us Michael Jackson Michael Joe Jackson | 3                                        | Jagged Little Pill Alanis Morissette              |                                          |          |
| Children Robert Miles Roberto Concina | 4                                        | Backstreet Boys                                   |                                          |          |
| Break My Stride Unique 2 Matthew Wilder, Gregory Prestopino | 5                                        | The Score The Fugees                              |                                          |          |
| Gangsta’s Paradise Coolio feat. L. V. Stevie Wonder, Artis L. Ivey Jr., Douglas B. Rasheed, Larry James Sanders | 6                                        | Load Metallica                                    |                                          |          |
| Coco Jamboo Mr. President Musik: Rainer Gaffrey, Kai Matthiesen; Text: Rainer Gaffrey, Delroy Rennalls | 7                                        | Alles Banane Vol. 3 Die Schlümpfe                 |                                          |          |
| I Can’t Help Myself (I Love You, I Want You) Kelly Family | 8                                        | Greatest Hits 1 Take That                         |                                          |          |
| Lemon Tree Fools Garden Volker Hinkel, Peter Freudenthaler | 9                                        | Wildest Dreams – Special Tour Edition Tina Turner |                                          |          |
| Earth Song Michael Jackson Michael Joe Jackson | 10                                       | Made in Heaven Queen                              |                                          |          |